# کانتونگ
الگو:Eranamebox
کانتونگ (咸通) یا کانتسو (به ژاپنی: 咸通 かんつう)، نام دوره ای بود که در زمان سلطنت امپراتور یزونگ از تانگ از دودمان تانگ در چین استفاده می‌شد. ۸۶۰–۸۷۴. طول این دوره ۱۵ سال است.